# Kuusisaari och Raatinsaari
Kuusisaari och Raatinsaari är en öar i Finland. De ligger i Bottenviken och i kommunen Uleåborg i den ekonomiska regionen  Uleåborgs ekonomiska region i landskapet Norra Österbotten, i den norra delen av landet. Ön ligger nära Uleåborg och omkring 540 kilometer norr om Helsingfors. 
Öarna, som ligger i centrala Uleåborg skiljs åt av en smal kanal. En trafikled går över den östra av öarna, Raatinsaari, som i övrigt domineras av en idrottsanläggning. Kuusisaari i väster är i huvudsak obebyggd, bortsett från en paviljongbyggnad.
Öns area är 17,2 hektar och dess största längd är 0,8 kilometer i öst-västlig riktning.